# Axtaxana
Axtaxana är en ort i Azerbajdzjan.   Den ligger i distriktet Cəlilabad Rayonu, i den södra delen av landet, 190 kilometer sydväst om huvudstaden Baku. Axtaxana ligger 287 meter över havet och antalet invånare är 215.
Terrängen runt Axtaxana är kuperad åt sydväst, men åt nordost är den platt. Närmaste större samhälle är Dzhalilabad, 15,0 kilometer nordost om Axtaxana.
Omgivningarna runt Axtaxana är en mosaik av jordbruksmark och naturlig växtlighet. Runt Axtaxana är det ganska tätbefolkat, med 104 invånare per kvadratkilometer.